# Xialiao (sockenhuvudort i Kina, Zhejiang Sheng, lat 28,22, long 120,69)
Xialiao (kinesiska: 下寮, 下寮乡) är en sockenhuvudort i Kina. Den ligger i provinsen Zhejiang, i den östra delen av landet, omkring 230 kilometer söder om provinshuvudstaden Hangzhou. Antalet invånare är 1 679. Befolkningen består av 812 kvinnor och 867 män. Barn under 15 år utgör 14,0 %, vuxna 15-64 år 52 %, och äldre över 65 år 32 %.
Runt Xialiao är det tätbefolkat, med 570 invånare per kvadratkilometer. Närmaste större samhälle är Oubei, 19,3 km söder om Xialiao. I omgivningarna runt Xialiao växer i huvudsak blandskog.
Genomsnittlig årsnederbörd är 2 185 millimeter. Den regnigaste månaden är juni, med i genomsnitt 368 mm nederbörd, och den torraste är januari, med 71 mm nederbörd.